# Transports en Côte d'Ivoire

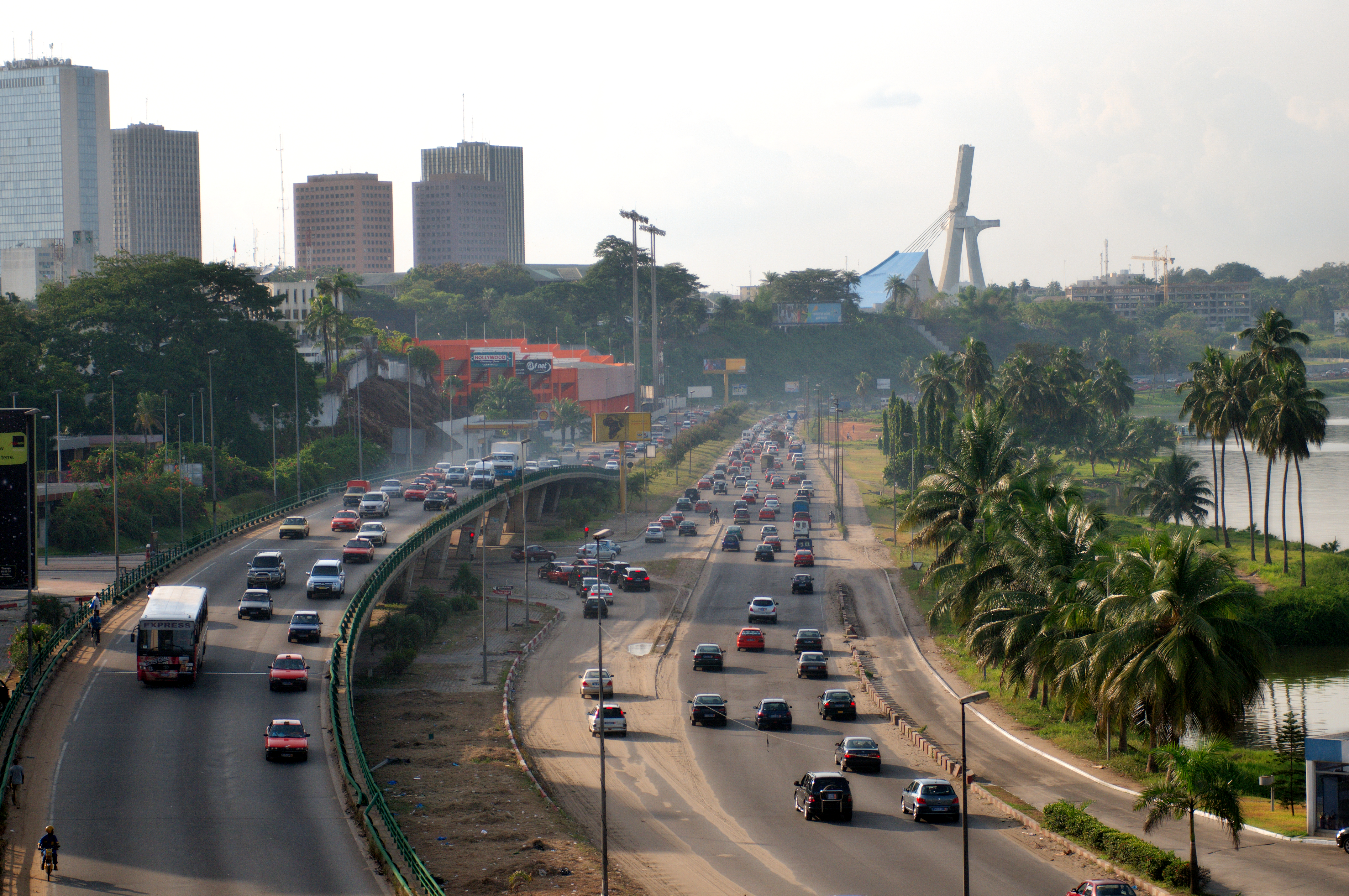
Circulation sur le boulevard De Gaulle, dans le quartier du Plateau à Abidjan, la cathédrale Saint-Paul en arrière-plan.

Le transport en Côte d'Ivoire profite d'infrastructures largement plus développées que dans les autres pays de l’Afrique de l'Ouest, malgré une guerre civile (2002-2011) qui a empêché leur entretien régulier ou leur développement.
Dès son accession à l'indépendance, la Côte d'Ivoire a mis l'accent sur le développement et la modernisation des transports, tant des personnes que des marchandises. Des investissements importants sont réalisés dans des infrastructures, dans les secteurs du transport routier, ferroviaire, maritime et aérien. 
Les pays voisins, enclavés (Burkina Faso, Mali, Niger) ou non (Guinée) dépendent fortement de ses infrastructures de transport pour leurs importations et exportations.

## Transport routier
En 2000, le réseau routier total de la Côte d’Ivoire s'étendait sur 82 000 km, dont 75 500 km de routes en terre, 6 500 km de routes bitumées, et 224 km d'autoroutes. Il sert au trafic national et international avec les pays voisins (Ghana, Libéria, Mali, Burkina Faso...). 
Le parc automobile ivoirien est évalué à 600 000 véhicules environ, constitué à 75 % de véhicules d’occasion (de seconde main). 20 000 immatriculations sont effectuées chaque année. Malgré la reprise des travaux d’entretien et de réfection des routes depuis mi-2011, plus de 80 % du réseau routier ivoirien est âgé de plus de 20 ans et usé en conséquence.
Il y a principalement trois moyens de transport par la route : le bus, le taxi et le taxi-brousse. Dans certaines villes, il existe les moto-taxis pour faciliter le déplacement des populations.
Le transport urbain dans la ville d'Abidjan est dominé par :
- Les bus de la SOTRA (Express, Wibus, Monbus, Monbus / Navette) ;
- Les taxis (wôrô-on wôrô) ;
- Les minicars (gbaka) ;

## Transport ferroviaire

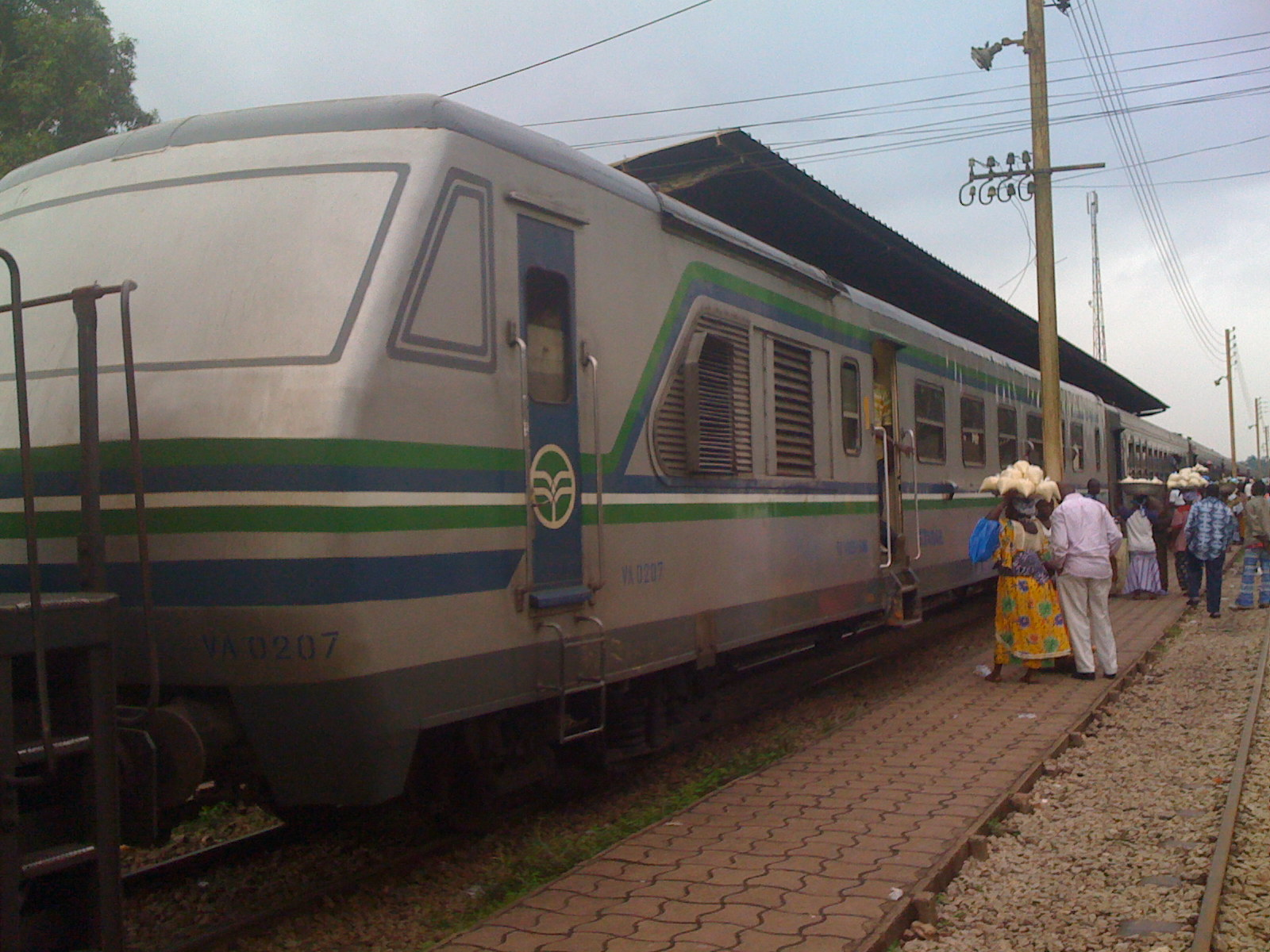
Train de la Sitarail.

Le réseau ferroviaire est long de 1 260 km et relie le pays au Burkina Faso et au Niger.
Une voie ferrée, longue de 1 156 km, relie Abidjan à Ouagadougou, capitale du Burkina Faso. Construite pendant la période coloniale par la régie Abidjan-Niger (RAN), la ligne d'Abidjan à Ouagadougou a permis le désenclavement du Burkina Faso, du Niger et du Mali. Exploitée par Sitarail, elle joue un rôle important dans le transport des marchandises (bétail notamment) et des personnes entre la Côte d'Ivoire et les pays limitrophes : un million de tonnes de marchandises ont ainsi été convoyées en 2006. En 2005, malgré l'impact négatif de la crise sur ce secteur, les recettes rapportées par le transport des marchandises et par celui des personnes, par la RAN, sont évaluées respectivement à 16 309 et 3 837 milliards de francs CFA.
Les travaux de la réhabilitation de la ligne ont débuté le 15 septembre 2017, pour un montant de 262 milliards de francs CFA (soit 400 millions d’euros). Ils doivent permettre, notamment, le prolongement de la ligne jusqu’à la ville de Kaya, située à 100 km au nord de Ouagadougou. Une ligne devrait ensuite rejoindre Kaya à Tambao afin de convoyer le manganèse extrait dans cette localité.

## Transport maritime
La construction de deux ports sur sa façade maritime a contribué au développement du transport maritime en Côte d’Ivoire ; il s'agit du port autonome d’Abidjan, qualifié de « poumon de l’économie ivoirienne », et de celui de San-Pédro. Le port autonome d'Abidjan est classé au premier rang de l’Afrique de l'Ouest et au deuxième en Afrique, après le port de Durban en Afrique du Sud. Le trafic total en 2005, en cumulant les importations et les exportations, est de 18 661 784 tonnes pour le port autonome d'Abidjan et de 1 001 991 tonnes pour celui de San-Pédro.  

### Infrastructures portuaires
Les ports d'Abidjan et de San-Pédro ne sont dépassés que par celui de Durban (Afrique du Sud). Ils comptent des équipements modernes qui permettent notamment d'approvisionner l'ensemble des pays enclavés de la région. Le port d’Abidjan (la zone portuaire) s’étend sur 770 hectares et abrite 60 pour cent des industries du pays. C’est le premier port thonier d’Afrique. Il dispose de trente-trois postes à quai sur environ six kilomètres de quai, d’une capacité d’accueil de soixante navires en opérations commerciales avec de nombreux postes spécialisés, d’un terminal à conteneurs avec quatre postes à quai, et de trois portiques lourds à conteneurs. Un projet d’extension du port a été élaboré mais n’a pu démarrer du fait de la crise. 
Le port de San Pedro, lui, dispose de deux quais de 736 m de long, dont 155 m de quai sud avec, à l’arrière, un magasin cale de 4 000 m2. Une extension du port de San Pedro est également envisagée, au nord du port actuel, afin de lui permettre d’affirmer sa vocation industrielle.

## Transport aérien

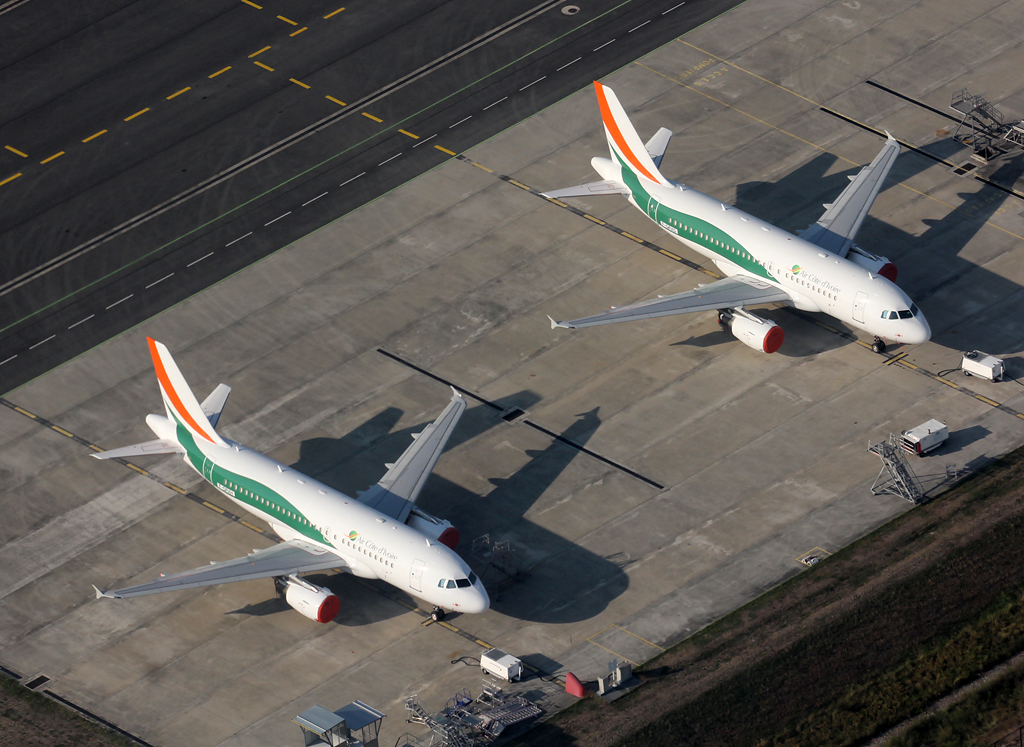
Les deux Airbus A319-100 d'Air Côte d'Ivoire en août 2012.

La Côte d’Ivoire possède trois aéroports internationaux, situés à Abidjan, Yamoussoukro et Bouaké. Quatorze autres villes du pays possèdent des aéroports régionaux dont les principaux sont ceux de Daloa, Korhogo, Man, Odiénné, San-Pédro. Et, il dispose de vingt-sept aérodromes. Tous les aéroports sont gérés par un établissement public, l’Anam (Agence nationale de l’aviation civile et de la météorologie), à l’exclusion des activités exercées par l’Asecna (Agence pour la sécurité de la navigation aérienne en Afrique et à Madagascar).
Mais, depuis le déclenchement de la crise, seules cinq plateformes sont accessibles. Il s’agit d’Abidjan, de San-Pédro, de Yamoussoukro, de Daloa et de Touba. L'aéroport international d'Abidjan, selon les statistiques de 2005, comptabilise 14 257 mouvements commerciaux (arrivées et départs), 745 180 passagers commerciaux (arrivées, départs et transit) et 12 552 tonnes de fret commercial. L’aéroport d’Abidjan assure 90 % du trafic et réalise plus de 95 % des recettes du secteur. Sa gestion est devenue privée après la signature d’un contrat avec Aeria, société créée en association avec la Chambre de commerce de Marseille
L'essentiel de ce trafic est assuré par des entreprises aéronautiques européennes (Air France, Brussels Airlines) et quelques entreprises africaines (South African Airways, Kenya Airways, Air Sénégal International, Air Suisse). La Compagnie nationale Air Ivoire met en place, en ce moment, une politique commerciale axée sur le développement de ses destinations, vers les pays de l’Afrique de l'Ouest et la France.
Les mouvements enregistrés, en 2005, par les aéroports de Yamoussoukro, San-Pedro et Tabou se chiffrent, respectivement, à 46 946, 4 665 et 183.